# 景寧鎮
景寧鎮（Canning Town）是英格蘭倫敦東區的一個地區。景寧鎮是紐漢倫敦自治市的一部分，位於倫敦碼頭區附近。雖然附近的倫敦碼頭區有不少富人居住，但另景寧鎮是英國最貧困的5%的地區。目前景寧鎮正在進行再生計劃。